# Iberochondrostoma
Iberochondrostoma is een geslacht van straalvinnige vissen uit de familie van karpers (Cyprinidae).

## Soorten
- Iberochondrostoma almacai (Coelho, Mesquita & Collares-Pereira, 2005)
- Iberochondrostoma lemmingii (Steindachner, 1866)
- Iberochondrostoma lusitanicum (Collares-Pereira, 1980)
- Iberochondrostoma olisiponensis (Gante, Santos & Alves, 2007)
- Iberochondrostoma oretanum (Doadrio & Carmona, 2003)